# Takao Saitō (operator de film)
Takao Saitō (斎藤孝雄 Saitō Takao?, n. 5 martie 1929, Kyoto, Japonia – d. 6 decembrie 2014, Zama, Kanagawa, Japonia) a fost un operator de film și director de imagine japonez, cunoscut pentru colaborarea sa cu cineastul Akira Kurosawa.

## Biografie
Takao Saitō a fost prim asistent operator al lui Akira Kurosawa la nouă dintre filmele sale, între 1947 (O duminică minunată) și 1961 (Le Garde du corps). El a lucrat ca asistent al marilor operatori de imagine, în special a lui Asakazu Nakai. Rolul său a fost „crucial, dar totuși greu de remarcat”, susținea Teruyo Nogami, asistenta lui Kurosawa. A folosit lentile de 500 sau 800 mm pentru a da viteză acțiunii filmului, iar odată cu filmul Cei șapte samurai (1954) a fost responsabil cu camera de filmat B, pe care avea dreptul să o folosească așa cum dorea. Ulterior, Saitō a devenit apoi unul dintre directorii de imagine ai celebrului cineast japonez la alte nouă filme, de la Sanjuro (1962) până la Madadayo (1993, ultima creație a lui Kurosawa), după care s-a retras din activitate. Cu toate acestea, a participat la realizarea filmului After the Rain (1999, film postum al regizorului), în calitate de consultant. În total, el a fost director de imagine pentru aproximativ treizeci de filme japoneze, lucrând și cu alți regizori japonezi precum Jun Fukuda și Kihachi Okamoto.
Pe parcursul carierei sale, Takao Saitō a fost nominalizat o dată la Premiul Oscar pentru cea mai buna imagine (în 1986, pentru filmul Ran al lui Kurosawa) și de două ori la Premiul BAFTA pentru cea mai buna imagine (în 1981, pentru Kagemusha, și apoi în 1987, pentru Ran), la care se adaugă un premiu Mainichi și alte nominalizări și premii ale Academiei Japoneze de Film pentru cea mai bună imagine.

## Filmografie

### Ca prim asistent operator
Filme regizate de Akira Kurosawa
- 1947: Un merveilleux dimanche (素晴らしき日曜日, Subarashiki nichiyobi)
- 1952: Vivre (生きる, Ikiru)
- 1954: Cei șapte samurai (七人の侍, Shichinin no samurai)[11]
- 1955: Vivre dans la peur ou Chronique d'un être vivant (生きものの記録, Ikimono no kiroku)
- 1957: Tronul însângerat (蜘蛛巣城, Kumonosu jo)[12][13]
- 1957: Azilul de noapte (どん底, Donzoko)[14]
- 1958: La Forteresse cachée (隠し砦の三悪人, Kakushi toride no san-akunin)
- 1960: Les salauds dorment en paix (悪い奴ほどよく眠る, Warui yatsu hodo yoku nemuru)
- 1961: Le Garde du corps (用心棒, Yojimbo)

### Ca director de imagine
Filme regizate de Akira Kurosawa
- 1962: Sanjuro (椿三十郎, Tsubaki Sanjūrō)[15]
- 1963: Entre le ciel et l'enfer (天国と地獄, Tengoku to jigoku)
- 1965: Barbă Roșie (赤ひげ, Akahige)[16]
- 1970: Dodes'kaden (どですかでん, Dodesukaden)[17]
- 1980: Kagemusha (影武者, Kagemusha)[18]
- 1985: Ran (乱)[19]
- 1990: Rêves (夢, Yume)[20]
- 1991: Rhapsodie en août (八月の狂詩曲, Hachi-gatsu no kyōshikyoku)[21]
- 1993: Madadayo (まあだだよ, Maadadayo) - împreună cu Masaharu Ueda[22]

Filme regizate de alți regizori (listă parțială)
- 1963: Gojuman-nin no isan (五十万人の遺産), regizat de Toshirō Mifune
- 1965: Tameki no taisho (狸の大将), regizat de Kajirō Yamamoto
- 1966: Doto ichiman kairi (怒濤一万浬), regizat de Jun Fukuda
- 1967: Kojiro (佐々木小次郎), regizat de Hiroshi Inagaki
- 1969: Akage (赤毛), regizat de Kihachi Okamoto
- 1971: Futari dake no asa (二人だけの朝), regizat de Takeshi Matsumori
- 1982: Maboroshi no mizuumi (幻の湖), regizat de Shinobu Hashimoto
- 1988: Yushun (優駿), regizat de Shigemichi Sugita
- 1993: Niji no hashi (虹の橋), regizat de Zenzo Matsuyama

### Alte activități
- 1962: Musume to watashi (娘と私), regizat de Hiromichi Horikawa (operator de imagini aeriene)
- 1999: Après la pluie (雨あがる, Ame agaru), regizat de Takashi Koizumi (consultant)

## Distincții

### Premii
- Premiul National Society of Film Critics pentru cea mai bună imagine (1986) pentru Ran (premiu împărțit cu Masaharu Ueda și Asakazu Nakai)[9][23]
- Premiul Boston Society of Film Critics pentru cea mai bună imagine (1986) pentru Ran (premiu împărțit cu Masaharu Ueda)[9]
- Premiul Academiei Japoneze de Film pentru cea mai bună imagine:
  - În 1992, pentru Rapsodie în august (premiu împărțit cu Masaharu Ueda);[9]
  - În 1994, pentru Madadayo și Niji no hashi (premii împărțite cu Masaharu Ueda)[9]
- Premiul Mainichi pentru cea mai bună imagine în 1991, pentru Dreams (premiu împărțit cu Masaharu Ueda).[9]

### Nominalizări
- Premiul Oscar pentru cea mai bună imagine în 1986, pentru Ran (nominalizare împărțită cu Masaharu Ueda[24] și Asakazu Nakai).<ref name="IMDb">
- Premiul BAFTA pentru cea mai bună imagine:
  - În 1981, pentru Kagemusha (nominalizare împărțită cu Masaharu Ueda);[9]
  - În 1987, pentru Ran (nominalizare împărțită cu Masaharu Ueda).[9]
- Premiul Academiei Japoneze de Film pentru cea mai bună imagine:
  - În 1986, pentru Ran (nominalizare împărțită cu Masaharu Ueda);[9]
  - În 1989, pentru Yushun (nominalizare împărțită cu Kazutami Hara);[9]
  - În 1991, pentru Rêves (nominalizare împărțită cu Masaharu Ueda).[9]

## Legături externe
- Takao Saito la Internet Movie Database